# Lajeosa (Oliveira do Hospital)
Lajeosa is een plaats (freguesia) in de Portugese gemeente Oliveira do Hospital en telt 610 inwoners (2001).